# Подстуденець
Подстуденець (словен. Podstudenec) — поселення в общині Камник, Осреднєсловенський регіон, Словенія. Висота над рівнем моря: 648,7 м.